# Boro Kuzmanovic
Borislav (Boro) Kuzmanović (Slavonski Brod, 2 december 1962) is een Nederlands voormalig voetballer en huidig voetbaltrainer van Kroatische komaf.
Kuzmanović begon zijn loopbaan bij Croatia Slavonski Brod en kwam in 1986 bij Dinamo Zagreb. Hij kwam in december 1987 naar Nederland en maakte het seizoen 1987/88 op huurbasis af bij FC Den Haag. De clubs kwamen niet tot overeenstemming, maar Kuzmanovićbleef in Nederland en trainde bij het tweede van Sparta Rotterdam. Hiernaast was hij werkzaam als elektricien. Daarna speelde hij twee seizoenen bij de amateurs van Hermes DVS voor hij, inmiddels transfervrij, in het seizoen 1991/92 wederom voor FC Den Haag speelde. Hierna ging hij naar FC Schaffhausen waarmee hij in 1994 de bekerfinale haalde en waar hij in 1996 zijn spelersloopbaan besloot.
Bij Schaffhausen begon hij zijn trainersloopbaan. In 2000 ging hij in de jeugdopleiding van Grasshopper Club Zürich werken en later als hersteltrainer bij FC Winterthur. Van 2009 tot 2014 was hij hoofdtrainer van FC Winterthur. Hierna werd hij hoofd opleidingen en jeugdtrainer bij FC St. Gallen. Medio 2017 werd hij hoofd opleidingen van Grasshopper Club Zürich en in augustus 2017 was hij voor één wedstrijd ad interim-hoofdtrainer. Op 24 april 2018 werd hij aangesteld als hoofdtrainer van FC St. Gallen voor het restant van het seizoen 2017/18. Aansluitend wordt hij assistent-trainer bij de club. Vanaf medio 2024 werd hij ontwikkelcoach bij de club.
Ook zijn zoon Kristian Kuzmanović werd profvoetballer.